# Bácskai-síkvidék
A Bácskai-síkvidék a Duna–Tisza közi homokhátság délnyugati részén található, mely az országhatáron túl, a Telecskai-löszplatóban folytatódik.

## Leírása
Nyugati irányban a Mohácsi-sziget felé meredek peremmel szakad le, míg északi peremén a Kalocsai-Sárköz és a Bugaci-homokhát határában az Illancs homokja jelenti az átmenetet.

## Története
A táj felszínét az utolsó glaciálisig az Ős-Sárvíz építette és formálta, majd a hordalékkúp épülésének megszűnése után az elsődleges szerep az eolikus folyamatoknak jutott a felszín. A hordalékkúp változatos futóhomokformáit ma néhány méter vastagságú típusos löszhomokos lösz takarja, amelyen kiváló, tápanyagokban gazdag mészlepedékes csernozjomtalaj képződött.

## Éghajlata
Éghajlata a meleg-száraz klímakörzethez tartozik. Az uralkodó szélirány északnyugati. Az évi csapadékmennyiség 500-550 milliméter. A napsugaras órák száma 2000-2100/ év.